# Jamie Sharpe
Jamie Sharpe es un personaje ficticio de la serie de televisión australiana Home and Away, interpretado por el actor Hugo Johnstone-Burt desde el 19 de octubre de 2012 hasta el 8 de marzo de 2013.

## Biografía
Jamie aparece por primera vez en la bahía en el 2012 cuando asiste a un evento para recaudar fondos en Angelo's, ahí Jamie llama la atención de Leah Patterson-Baker quien le dice a sus amigas Natalie Davison y Marilyn Chambers que lo considera lindo, más tarde esa noche Marilyn borracha sube al escenario, toma el micrófono y le dice a Jamie que le gusta a Leah, quien queda avergonzada. 
Poco después Jamie se acerca a platicar con Leah y al final de la noche terminan besándose. Al día siguiente Jamie comienza a mandarle mensajes y a visitar a Leah para invitarla a salir, pero esta no lo acepta y le dice que es muy vieja para él; sin embargo, Jamie le dice que le gusta y que no importa la edad y que Leah tenga un hijo, V.J. Patterson
Cuando Jamie la invita nuevamente a cenar, Leah acepta y durante la velada Jamie le revela que su madre murió mientras estaba teniendo una aventura. Esa misma noche Leah invita a Jamie a su casa y terminan acostándose, al día siguiente Jamie comienza a mandarle mensajes y regalos costosos a Leah lo que la hace sentir incómoda, cuando Jamie le llama para invitarla a salir, Leah le pide a Liam Murphy que le diga que no está y poco después decide terminar con él. Sin embargo, Jamie no lo acepta y comienza a acosarla. Una noche entra a su casa para verla dormir y tomarle fotos, al día siguiente Leah se da cuenta de que sus llaves y algunas cosas no están en su lugar y cuando Jamie le manda una foto de ella dormida Leah se asusta y llama a la policía quien le dice que no puede hacer nada.
Leah asustada trata de mantenerse alejada de Jamie, cuando su padre Adam Sharpe organiza una fiesta en su casa Jamie le pregunta a Liam y a Natalie sobre Leah y porque no le contestaba sus llamadas y ellos le dicen que está enferma, Jamie roba el teléfono de Liam y llama a Leah, cuando esta contesta rápidamente cuelga al darse cuenta de que es Jamie el que está al teléfono. Natalie acude a Darryl Braxton y le pide que hable con Adam para que este le diga a Jamie que deje en pax a Leah. Más tarde, cuando Adam descubre que Jamie destruyó el Diner donde trabaja, Leah lo golpea y Bianca Scott lo ve.
Poco después V.J. finalmente se entera de lo que Jamie había estado haciendo y decide confrontarlo, Jamie le dice que no quiere hacerle daño a su madre y que la ama pero cuando V.J. le dice que su madre ya le dejó en claro que no lo ama y que lo quiere lejos de su vida Jamie lo agarra del brazo; sin embargo, Leah y Liam llegan a tiempo para rescatar a V.J. Asustada por lo sucedido Leah decide irse de la bahía y se lleva a V.J. con ella, antes de irse se despide de Liam y Natalie y se va sin decirle a nadie.
Cuando Jamie se entera de que Leah se fue de la bahía, le pregunta a Ruth Stewart y a Marilyn Chambers sobre su paradero, pero ambas le dicen que no saben donde están. Esa tarde Natalie le dice a Gina Austin-Palmer, John Palmer y a Jett James, el mejor amigo de V.J. sobre el acoso de Jamie hacia Leah y les pide que tengan cuidado, cuando John ve a Jamie cerca de Jett lo amenaza y le dice que no lo quiere ver cerca de su familia. En la noche, cuando Gina, John y Jett no están en su casa, Jamie entra y hackea el chat de Jett. Al día siguiente Jamie haciéndose pasar por V.J. en el chat le hace preguntas a Jett para que este le revele el paradero de V.J., también le dice que está en problemas y que necesita ayuda, cuando Jett acude a Liam por ayuda este se da cuenta de que Jamie es el responsable y le dice que se aleje de todos en la bahía.
A finales de año, Jamie y su padre Adam comienza a hacer un plan para lastimar a los hermanos Braxton. Poco después, Jamie le dice a Heath Braxton que no quiere estar cerca de su padre y que le teme y Heath le cree, cuando Jamie lo invita a pescar, Heath acepta; sin embargo, en el bote, cuando Jamie recibe una llamada de Adam ordenándole que haga lo que planearon Jamie, golpea a Heath en la cabeza lo pone en una balsa, a la que le hace un agujero y lo deja solo en el mar para que muera.
A principios del 2013 Brax y Kyle descubren que Jamie es el responsable de la desaparición de Heath y deciden confrontarlo, después de que Kyle lo hace entrar en razón Jamie los lleva hasta donde dejó el bote, pero cuando llegan no encuentran a Heath, pocas horas después descubren a Heath inconsciente en una isla y lo llevan al hospital donde se recupera. 
Más tarde Jamie es detenido y enviado a la correccional de Crestview mientras que esperaba su juicio, ahí se encuentra con Casey Braxton y le dice que si se quería vengar por lo que le pasó a su hermano Heath que lo hiciera; sin embargo, Casey le dice que no, ya que ambos estaban ahí por sus padres y que lamentaba la muerte de Adam. Desde su llegada a la correccional, Jamie es intimidado por el prisionero Courtney Freeman quien lo amenaza con lastimarlo si no golpea a Casey.
Más tarde, con la ayuda del oficial de educación de la correccional Zac MacGuire y Casey, logran que Jamie sea enviado a otra prisión y así estar a salvo de Courney.